# イリュージョン (バンド)
イリュージョン（Illusion）は、1977年に結成されたイングランド出身のプログレッシブ・ロックバンドである。

## 略歴

### 前身
元ヤードバーズのキース・レルフとジム・マッカーティが1969年に結成したルネッサンス（オリジナル・ルネッサンス）は、1971年に2ndアルバム『幻想のルネッサンス』（Illusion）を発表して消滅した。
キースはハードロック・バンド「アルマゲドン」などで活動した後、ルネッサンス元メンバーのマッカーティ、ジェーン・レルフ、ルイス・セナモ、ジョン・ホウケンらを集めて原点に回帰した新しいバンドを結成する計画を立てていた。しかし彼は計画が実現する前の1976年5月、不慮の事故死を遂げてしまった。

### 結成
1977年、マッカーティらはキースの遺志を継承して、新メンバーのジョン・ナイツブリッジ（ギター）とエディ・マクニール（ドラムス）を迎えて、ルネッサンス2ndアルバムの表題に因んだ名前を持つのプログレッシブ・ロック・バンド「イリュージョン」を結成。
同年にデビュー・アルバム『醒めた炎』、1978年に2ndアルバム『幻想への翼（Illusion）』を発表した。しかし当時のロック界はニュー・ウェイヴ・ムーブメントの最中であり、両アルバムとも商業的成功には結び付かなかった。次作を発表する計画もあったが、翌1979年に活動が停止された。
1989年、1979年の録音を中心とした未発表音源集『エンシャンテッド・カレス』を発表。ナイツブリッジとストローブスのチャス・クロンク、トニー・フェルナンデスによる「Slaughter on Tenth Avenue」や、レルフ存命時の録音「All the Falling Angels」も含まれている。

### ルネッサンス・イリュージョン
2000年代初頭、マッカーティが主導してジェーン・レルフ、セナモ、ホウケンの創設メンバーが再集結。2001年、ルネッサンス・イリュージョンの名義で、『幻想への翼』から23年ぶりの新作アルバム『スルー・ザ・ファイアー』を発表した。これには、故キース・レルフの遺児ダニー・レルフがゲストで録音に参加している。

## 歴代メンバー
- ジェーン・レルフ (Jane Relf) - ボーカル
- ジム・マッカーティ (Jim McCarty) - ボーカル、ギター
- ルイス・セナモ (Louis Cennamo) - ベース
- ジョン・ホウケン (John Hawken) - キーボード
- ジョン・ナイツブリッジ (John Knightsbridge) [注釈 2]- ギター
- エディ・マクニール (Eddie McNeill) [注釈 2]- ドラムス

## ディスコグラフィ

### スタジオ・アルバム
- 『醒めた炎』 - Out of the Mist (1977年)
- 『幻想への翼』 - Illusion (1978年)
- 『エンシャンテッド・カレス』 - Enchanted Caress (1989年) ※1979年まで録音した未発表音源集
- 『スルー・ザ・ファイアー』 - Through the Fire (2001年) ※ルネッサンス・イリュージョン名義

### コンピレーション・アルバム
- Everywhere You Go (2023年) ※CD4枚組のボックス・セット